# 1982-es labdarúgó-világbajnokság-selejtező (UEFA – 7. csoport)
Az 1982-es labdarúgó-világbajnokság európai 7. selejtezőcsoportjának mérkőzéseit, és a csoport végeredményét tartalmazó lapja. A csoportban körmérkőzéses, oda-visszavágós rendszerben játszottak egymással a labdarúgó-válogatottak. A selejtezőket 1980. december 7. és 1981. november 15. között rendezték. A csoport győztese automatikus résztvevője lett az 1982-es labdarúgó-világbajnokságnak.
A csoportban Lengyelország, Málta az NDK szerepelt.
Lengyelország végzett a első helyen és kijutott az 1982-es világbajnokságra.

## Tabella
| Hely. | Csapat        | M | Gy | D | V | G+ | G– | Gk  | P | Továbbjutás                          |     | Lengyelország | Német Demokratikus Köztársaság | Málta |
| ----- | ------------- | - | -- | - | - | -- | -- | --- | - | ------------------------------------ | --- | ------------- | ------------------------------ | ----- |
| 1.    | Lengyelország | 4 | 4  | 0 | 0 | 12 | 2  | +10 | 8 | Kijutott az 1982-es világbajnokságra |     | —             | 1–0                            | 6–0   |
| 2.    | NDK           | 4 | 2  | 0 | 2 | 9  | 6  | +3  | 4 |                                      |     | 2–3           | —                              | 5–1   |
| 3.    | Málta         | 4 | 0  | 0 | 4 | 2  | 15 | −13 | 0 |                                      | 0–2 | 1–2           | —                              |       |

## Mérkőzések
| 1980. december 7. |

| Málta | 0 – 2 (77') | Lengyelország          |
| ----- | ----------- | ---------------------- |
|       | Jegyzőkönyv | Smolarek 55' Lipka 75' |

| Empire Stadion, Gżira Nézőszám: 5,565 Játékvezető: Dušan Maksimović (jugoszláv) |

| 1981. április 4. |

| Málta     | 1 – 2       | NDK                                  |
| --------- | ----------- | ------------------------------------ |
| Fabri 11' | Jegyzőkönyv | Schnuphase 20' (11-esből) Häfner 44' |

| Empire Stadion, Gżira Nézőszám: 3,873 Játékvezető: Peter Reeves (angol) |

| 1981. május 2. |

| Lengyelország | 1 – 0       | NDK |
| ------------- | ----------- | --- |
| Buncol 55'    | Jegyzőkönyv |     |

| Sziléziai Stadion, Chorzów Nézőszám: 73,600 Játékvezető: Vojtěch Christov (csehszlovák) |

| 1981. október 10. |

| NDK                                   | 2 – 3       | Lengyelország               |
| ------------------------------------- | ----------- | --------------------------- |
| Schnuphase 53' (11-esből) Streich 66' | Jegyzőkönyv | Szarmach 2' Smolarek 5' 61' |

| Zentralstadion, Lipcse Nézőszám: 65,000 Játékvezető: Augusto Lamo Castillo (spanyol) |

| 1981. november 11. |

| NDK                                                     | 5 – 1       | Málta              |
| ------------------------------------------------------- | ----------- | ------------------ |
| Krause 11' Streich 35' 75' Heun 71' Holland 90' (öngól) | Jegyzőkönyv | Spitteri-Gonzi 41' |

| Ernst Abbe Sportfeld, Jéna Nézőszám: 1,908 Játékvezető: Frederic McKnight (északír) |

| 1981. november 15. |

| Lengyelország                                                     | 6 – 0       | Málta |
| ----------------------------------------------------------------- | ----------- | ----- |
| Iwan 6' Smolarek 46' 64' Majewski 48' Dziekanowski 80' Boniek 85' | Jegyzőkönyv |       |

| Olimpiai Stadion, Wrocław Nézőszám: 25,618 Játékvezető: Bo Helen (svéd) |

## Góllövőlista
|  |  |